# Инцидент с Нова четвърта армия
Инцидентът с Нова четвърта армия от 7 – 13 януари 1941 година е сражение в окръг Дзинсиен, провинция Анхуей, по време на Китайската гражданска война.
След като през 1937 година правителството на Република Китай и Китайската комунистическа партия сключват примирие, образувайки Втория обединен фронт срещу Япония във Втората китайско-японска война, двете страни в известна степен си сътрудничат, но в същото време продължават съперничеството си. В края на 1940 година правителството нарежда на комунистите да изтеглят войските си от провинции Анхуей и Дзянсу, които са извън договорената територия под техен контрол. След като те не изпълняват нареждането, правителствени сили със значително числено превъзходство обкръжават комунистическата Нова четвърта армия и ѝ нанасят тежко поражение, пленявайки командващия Йе Тин. Сблъсъкът слага край на Втория обединен фронт и гражданската война е подновена.